# کشاله ران
در آناتومی انسان، کشاله ران ناحیه اتصالی بین شکم و ران در دو سوی استخوان شرمگاهی است.